# Cepokorejo
Cepokorejo is een bestuurslaag in het regentschap Tuban van de provincie Oost-Java, Indonesië. Cepokorejo telt 3552 inwoners (volkstelling 2010).